# Kampung Barat
Kampung Barat is een bestuurslaag in het regentschap Pidie van de provincie Atjeh, Indonesië. Kampung Barat telt 533 inwoners (volkstelling 2010).